# Jirandeh
Jirandeh (Perzisch: جيریندیه) is een plaats in de provincie Gilan in Iran. In 2006 telde de plaats 2616 inwoners. Bij de volkstelling van 2016 was het aantal gedaald tot 2320 inwoners. De inwoners horen tot de Taten, een Iraans volk, zij spreken Tati, een Iraanse taal.

## Geografie
De plaats ligt in een bergachtige omgeving op een hoogte van 1370 meter boven zeeniveau. Er heerst een gematigd bergklimaat. In de omgeving groeien beukenbossen en dennenbossen. Er zijn boomgaarden waar noten en vruchten worden geteeld: walnoten, hazelnoten, druiven, abrikozen, pruimen, kersen en appels. 

## Bekende inwoners
- Alireza Jahanbakhsh (1993), voetballer